# Jurisprudência dos valores

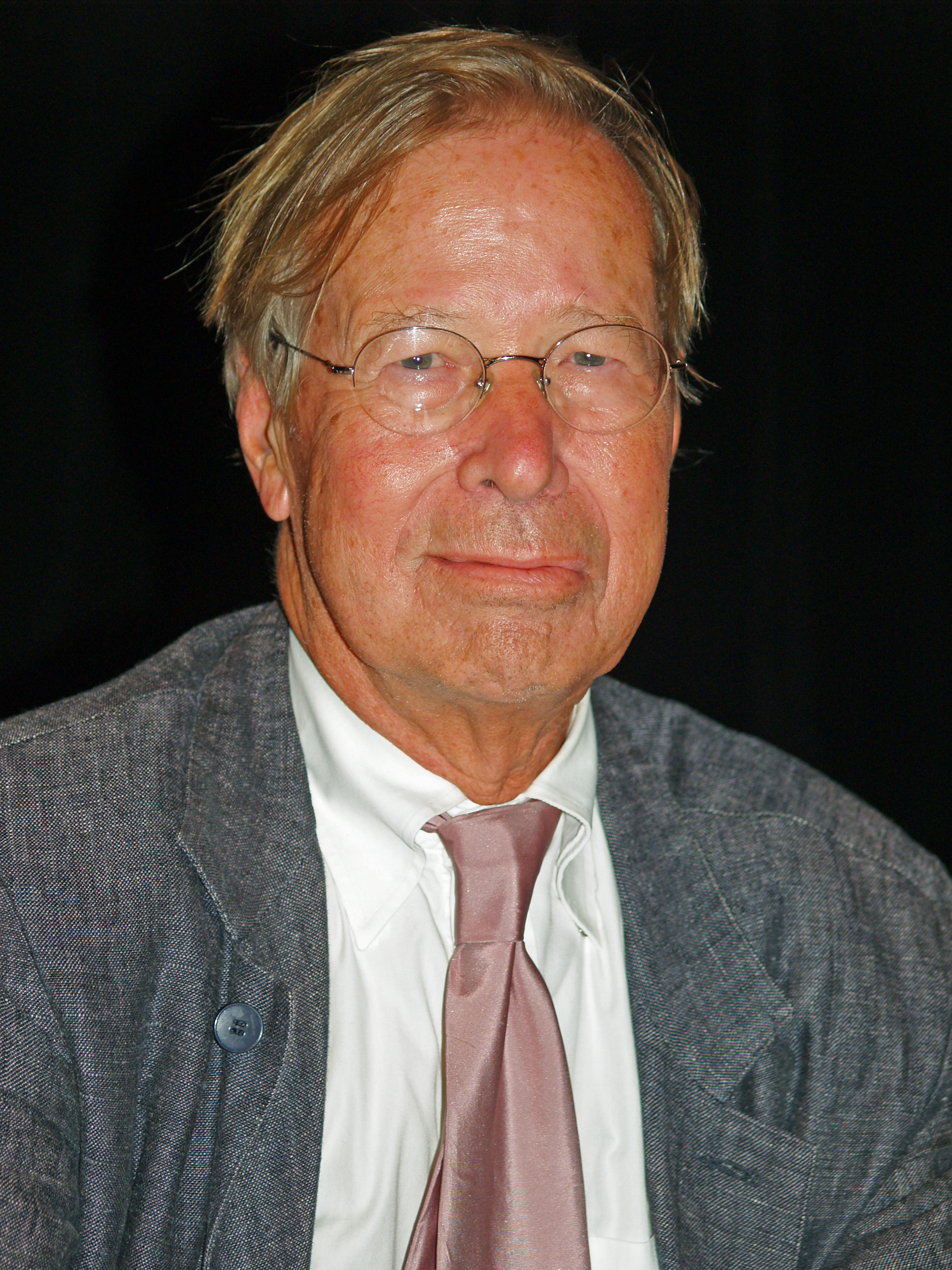
Ronald Dworkin. Segundo ele, direitos devem ser levados a sério.

Na atualidade, segundo vários autores de reputação mundial,  vive-se uma época de grandes mudanças na interpretação do direito, internacionalmente. Estas mudanças caracterizam uma escola de pensamento jurídico chamada jurisprudência dos valores ou jurisprudência dos princípios. Esta escola representa, segundo os mesmos autores, no processo da evolução do direito, um passo na superação das contradições do positivismo jurídico e, por tal razão, é considerada por alguns como semelhante à escola do pós-positivismo. A referida escola é encontrada e definida em várias fontes pelo mundo.
Esta forma de pensar o direito tem várias características e reflexos em vários campos da vida jurídica das sociedades, estando entre eles uma significativa evolução concernente ao respeito e cumprimento de princípios constitucionais.
A jurisprudência dos valores caracteriza uma forma de se entenderem os conceitos de incidência e interpretação da norma jurídica, bem como sua divisão em regras e princípios, além de conceitos como igualdade, liberdade e justiça. Esta corrente é amplamente citada em inúmeras fontes, de diversas origens.

## A incidência da norma jurídica
No mundo, ocorrem fatos, que interessam ou não ao direito. Neste contexto, o do mundo dos fatos, é que incide a norma jurídica. Segundo Pontes de Miranda, "A regra judídica é norma com que o homem, ao querer subordinar os fatos a certa ordem e certa previsibilidade, procura distribuir os bens da vida".
A incidência, ou subsunção da norma jurídica, segundo a jurisprudência dos valores, é descrita por várias obras, na web, em âmbito internacional. Aqui, retratamos a descrição do referido autor.
Ainda segundo o mesmo autor, o homem procura de algum modo controlar os fatos, fazer com que os fatos sejam próximos daquilo que ele quer e, para isso, utiliza a norma jurídica - ela é o seu instrumento de controle. O autor limita a questão aos fatos que interessam ao homem em seu convívio em sociedade, os fatos sociais Para chegar ao seu objetivo, o controle social, o controle dos fatos sociais, a norma jurídica atribui valor aos fatos. Assim, o homem estaria valorando os fatos, através da norma, dizendo "isto é certo, aquilo é errado", buscando que o próprio homem siga aquilo que é considerado certo. A norma, segundo a pesquisa referente à escola aqui descrita, é vista como criação do homem, tendo como destinatário o próprio homem, ou seja, o homem controlando o homem, um controle endógeno, um autocontrole.
É Pelo mecanismo da incidência que os fatos entram no mundo jurídico, ganham valor, tornam-se, no dizer de Pontes de Miranda, coloridos. O resultado da incidência são as relações jurídicas, as obrigações, os direitos subjetivos, etc., que nada mais são que conseqüências, efeitos da incidência da norma jurídica. Situam-se, portanto, no campo da eficácia, que não deve ser confundida com existência, validade nem tampouco aplicação.
Ainda, na caracterização da incidência, Pontes de Miranda explica o conceito de Fatispécie. Fatispécie, fato-tipo ou suporte fático é o fato previsto pela norma; é o fato abstrato; é aquele fato que, se verificado no mundo dos fatos, ou seja, se ocorrer um fato concreto que a ele seja adequado, incidirá a norma. Em outras palavras, há um mundo dos fatos, dos fatos concretos, daqueles que efetivamente ocorrem, e um mundo de ideias, de idealizações ou tipificações, sendo que o legislador ou o “editor de normas” procura, utilizando as palavras, a linguagem, agrupar possíveis fatos concretos em conjuntos e exprimi-los, correlacionando-os com o mundo de ideias, possibilitando assim a atribuição de efeitos jurídicos à ocorrência dos fatos concretos.
Este mesmo autor traz à tona de que a ideia de que a incidência se dá em cada ramo do direito segundo suas peculiaridades, porém sempre segundo uma mesma perspetiva teórica. Assim, no direito civil, por exemplo, ao ser exercida uma manifestação de vontade (fato concreto), incide a norma jurídica, fazendo surgir a relação jurídica (efeito da incidência). Em direito penal, sendo praticado o ato típico (fato concreto), incide a norma, fazendo surgir o direito de punir (jus puniendi) do Estado (efeito da incidência).
Assim, a pesquisa obtida principalmente da obra de Pontes de Miranda, a qual comenta os efeitos da incidência nos vários ramos do direito, especialmente no cível, no penal e no tributário, nota diretamente que esses efeitos ocorrem com peculiaridades atinentes aos respectivos ramos. Isto não descaracteriza, entretanto, que se possam situar todos eles no campo obrigacional, segundo uma teoria geral.

## Regras e Princípios
Dentre as características mais encontradas da jurisprudência dos valores ou dos princípios, que é objeto da presente pesquisa, está a distinção de duas categorias básicas de normas jurídicas: as regras e os princípios.
As regras enunciam um dever-ser, estabelecendo diretamente direitos e deveres (que podem ser acompanhados de uma sanção), ao passo que os princípios, também contendo um dever ser, são um outro tipo de norma, que não estabelece diretamente direitos e deveres. Segundo Alexy, a distinção entre regras e princípios é antiga e são encontradas basicamente três correntes sobre o tema. A primeira diz serem os princípios fundamentos de regras, a segunda estabelece o critério quantitativo, caracterizando os princípios pelo alto grau de generalidade, e para a terceira, que segundo o autor é a correta, princípios são "ordens de otimização", cujo cumprimento depende não só de possibilidades fáticas, mas também jurídicas.
Dando continuidade à questão da distinção entre regras e princípios, verifica-se que tal assunto é também estudado por Humberto Ávila. Este autor enumera os critérios que têm sido adotados pela doutrina para distinguir princípios e regras:
- 1. O critério hipotético-condicional. A regra estabelece uma hipótese e uma condição, numa estrutura tipo se-então; já o princípio estabelece fundamentos normativos para interpretação do direito. É adotado por Larenz.
- 2. O critério do modo final de aplicação. Aplica-se a regra de modo absoluto e os princípios são aplicados de modo relativo. É adotado por Dworkin.
- 3. O critério do conflito de normas. Em caso de colisão de duas regras, uma delas há de prevalecer; em caso de colisão de princípios, devem ser eles ponderados. Este critério é conseqüência do anterior.

Os princípios remetem a valores, sendo que valores são mais ou menos prestigiados pelo intérprete segundo uma concepção subjetiva e devem ser avaliados não só segundo sua importância, mas também segundo as possibilidades de concretização.

## A interpretação da norma jurídica segundo a jurisprudência dos valores

### Conceitos e métodos de interpretação
O que se deve buscar na interpretação é o sentido que melhor se adapta a determinado caso concreto.
Além da interpretação, exercem-se, segundo grande parte da doutrina, as atividades de integração (suprimento de lacunas da lei) e correção do direito injusto.
Segundo Nader, quando se reflete sobre os elementos nos quais se baseia a interpretação, merecem destaque os seguintes:
literal: o valor semântico das palavras;
lógico: elemento fornecido pela lógica formal, limitando-se ao estudo do texto (lógica interna), estudo dos fatos que levaram à formação da norma (lógica externa) e considerações axiológicas (lógica do razoável);
sistemático: visão do ordenamento jurídico como um conjunto harmônico;
histórico: consideração das variações do direito no tempo;
teleológico: fim a que a lei se destina;
Segundo o mesmo autor, vários são os métodos de interpretação, que se distinguem pelo grau de liberdade do intérprete e elementos que informam a atividade.

### O Momento de transição da hermenêutica jurídica
A hermenêutica jurídica característica do positivismo jurídico, teve três fases: a jurisprudência dos conceitos, a jurisprudência dos interesses e a jurisprudência dos valores.
Um exemplo de evolução na hermenêutica em relação à jurisprudência dos valores é relativa ao conceito de lacunas do direito.  Nas correntes anteriores, pensava-se que havia situações bem demarcadas, as quais o direito não previa e, nestes casos, o juiz lançava mão de fontes supletivas ou raciocínios supletivos, tais como princípios gerais do direito, analogia, etc., numa atividade chamada integração do direito.  Na jurisprudência dos valores, tais lacunas são axiológicas, ou seja, existem de acordo com a valoração que se dê à norma e, dependendo desta valoração, a lacuna será considerada existente ou não.
Wolkmer considera que o ponto central de gravitação da decisão judicial incide nos casos particulares e não na formulação de regras gerais e abstratas. Esse posicionamento  contrapõe-se à concepção clássica, segundo a qual o Judiciário, nos países cujo direito é de origem romana (civil law), não é um terceiro poder essencialmente político, como seriam apenas os poderes Legislativo e Executivo, limitando-se a estes últimos a atividade criadora. O juiz, segundo a concepção clássica, é passivo e deve sujeitar-se rigorosamente aos parâmetros determinados pelo Legislativo e pelo Executivo.
A teoria da interpretação, na jurisprudência dos valores, segundo o mesmo autor, aceita a contextualização por um caráter nitidamente ideológico.
Do mesmo modo, a Constituição passa a ser reconhecida verdadeiramente como Lei Maior, com todas as consequências teóricas dessa aceitação, sobretudo a aplicabilidade de medidas de coerção para o cumprimento de seus dispositivos. A Constituição passa a ser, também, importante instrumento a guiar a interpretação das demais normas.
Segundo a jurisprudência dos valores, é preciso perceber que o direito, mecanismo de controle social, está fadado à imperfeição, assim como qualquer mecanismo humano, devendo o homem encontrar o caminho que minimize essa imperfeição, na busca de seus objetivos sociais.

### Peculiaridades da interpretação da norma constitucional
A interpretação dos dispositivos da Constituição, além de atender aos princípios da interpretação das normas jurídicas em geral, deve, também, atender às peculiaridades das normas constitucionais. Segundo Barroso, são quatro as que merecem referência expressa: a superioridade hierárquica, a natureza da linguagem, o conteúdo específico e o caráter político.
Em razão da superioridade hierárquica, no conflito de normas entre um dispositivo legal infraconstitucional e outro constitucional, deve prevalecer o constitucional. Além disso, as disposições legais devem ser interpretadas conforme as diretrizes ditadas pelos princípios constitucionais. Pela natureza da linguagem e da própria ideia de constituição, como norma que condiciona e fundamenta todas as outras normas, predominam os princípios sobre as regras. Quanto ao conteúdo, verifica-se a existência de normas programáticas, que estabelecem diretrizes para que o Estado possa atingir determinados fins. Estas normas, apesar de não especificarem condutas ao Poder Público, fazem nascer o direito a que este se abstenha de praticar atos contrários às referidas diretrizes e finalidades. Finalmente, a Constituição é consequência do poder político fundamental, que é o poder constituinte originário e criadora do Poder Jurídico.
Os princípios constitucionais, segundo Barroso, dividem-se em fundamentais, gerais e setoriais.
Princípios constitucionais fundamentais, segundo o mesmo autor, contêm as decisões políticas do Estado. Princípios constitucionais gerais são especificações dos princípios constitucionais fundamentais, com menor grau de abstração. Princípios constitucionais setoriais ou especiais referem-se a um determinado tema, capítulo ou título da Constituição, como o da legalidade.
A interpretação de princípios constitucionais ocorre frequentemente na análise de compatibilidade constitucional de uma norma infraconstitucional (norma que está hierarquicamente abaixo da Constituição, ou seja, todas as demais normas) diante de um princípio constitucional. Esta análise é chamada controle de constitucionalidade.

### A efetividade da interpretação das normas constitucionais
Bonavides traça um histórico de como os princípios foram retirados da categoria de fonte subsidiária. Na hermenêutica tradicional, da primeira fase do positivismo jurídico, a jurisprudência dos conceitos, que foi até o início do século XX, havia inclusive quem negasse que os princípios pudessem ser considerados normas jurídicas.
Os dispositivos constitucionais, segundo a jurisprudência dos valores, devem ser interpretados de modo a garantir-se ao máximo a sua efetividade, restringindo o conceito de impossibilidade ao Estado.
Segundo a mesma nova visão, entende-se que há situações em que se pode obrigar o Estado a cumprir uma norma programática. A mais clara delas é aquela em que se obriga o Estado a abster-se de uma conduta que contrarie a diretriz traçada.

### Questões gerais de hermenêutica em jurisprudência dos valores
A escola aqui estudada, entretanto, não é a Escola do Direito Livre, que negava o caráter dogmático (imperativo) do direito. 
A relação entre regras e princípios tem uma distinção de funções e não propriamente um caráter hierárquico, este sendo o que caracteriza a relação entre as normas constitucionais e as demais. Ou seja, se uma regra estiver na Constituição e um princípio numa outra norma, prevalece, por exceção, a regra.
A jurisprudência dos valores caracteriza-se também pelo fim da separação epistemológica entre Estado e Sociedade, bem como pela aceitação do caráter político (ideológico) da atividade interpretativa, sobretudo por parte da autoridade judiciária. Nessa hermenêutica, o intérprete, ao proceder à compreensão da texto legal, extrai-lhe o conteúdo material (a norma, em sentido material), sendo que esta sim, ontologicamente (essencialmente), diversa do texto legal, é que deve ser aplicada (daí a diferença entre texto e norma).

## O princípio da igualdade

### Evolução
De acordo com as obras pesquisadas, quanto ao princípio da igualdade, existem duas grandes linhas de pensamento acerca da conceituação da igualdade e, portanto, na interpretação deste princípio constitucional: a igualdade formal e a material.
A ideia de igualdade material, além de estar presente nas doutrinas socialistas, foi característica do Estado do bem-estar social (Welfare State), que prevaleceu nos anos 60 e 70 do século XX. Naquela época, entendia-se que o Estado deveria ser um grande pai, provendo de forma igualitária as necessidades econômicas de cada cidadão, isto é, pela doutrina da igualdade material, cada cidadão deveria ter uma igual situação econômica, iguais resultados. Posteriormente, passou a prevalecer a ideia de igualdade formal.
A igualdade formal, por sua vez, significa que cada cidadão está igualmente sujeito à norma e, como consequência, faz jus à igualdade de oportunidades (igualdade de procedimentos).
A igualdade já foi conceituada de diversos modos ao longo da história. Na Revolução Francesa, identificava-se com a liberdade. Para o positivismo jurídico, em sua primeira fase (jurisprudência dos conceitos), identificava-se com a legalidade. No socialismo e no Estado social, aflorou o conceito de igualdade material. Já, no Estado Democrático de Direito, o conceito de igualdade é formal e identifica-se com a não discriminação. 
Para Kelsen, por sua vez, a correta aplicação da lei implica, por si só, igualdade. Ser igual, segundo esta forma de pensar, decorre de estar, igualmente, submetido à lei. Este autor entende que, na verdade, nenhum ser humano é igual a outro e que, justamente por tais desigualdades repercutirem na vida social e jurídica, a norma os distingue, ou seja, trata de modo desigual os desiguais, na medida em que se desigualam. Por exemplo, se, entre duas pessoas, uma cometeu um crime e a outra não, a primeira deve ser punida e a segunda não. Neste exemplo, o fato de cometer um crime é previsto pela norma e desta previsão decorrem tratamentos desiguais. Seguindo este raciocínio, a desobediência ao princípio da igualdade ocorreria justamente em não cumprir corretamente a norma. Se, por exemplo, alguém fosse punido por um crime sem que o tivesse cometido, ou vice-versa, haveria aí um desrespeito à igualdade.
Destarte, segundo Kelsen, o respeito à igualdade está em respeitar a norma, fazendo-se as diferenciações segundo o tipo (texto ou mensagem) nela previsto.

### A igualdade segundo a jurisprudência dos valores
Segundo a jurisprudência dos valores, a lei, ao prever o fato-tipo, estabelece distinções ou discriminações, ou seja, trata desigualmente situações desiguais. A infringência ou não ao princípio da igualdade dá-se em função dos valores que estão sendo tutelados pela discriminação. Se são valores alheios ao ordenamento jurídico, ou então, se não há proporcionalidade, se não há adequação entre meios e fins, há infringência.
Segundo Torres:
“O grande problema consiste, então, em saber até que ponto a desigualdade que compõe a equação da igualdade é tolerável, ou, em outras palavras, quais as diferenças que importam em cada caso. Não há nenhuma resposta certa e segura. O critério é formal e vai ser preenchido pelas valorações e pelos princípios constitucionais”.
Ainda, segundo o mesmo autor, o princípio da igualdade já foi identificado com legalidade (Kelsen), com a liberdade (como ideal da Revolução Francesa) e com justiça. A igualdade é um conceito subjetivo, cuja avaliação dá-se em função dos valores que possuem lastro constitucional. Daí ser certo, segundo a jurisprudência dos valores, que algum grau de injustiça sempre deverá ser tolerado e que sempre haverá algum grau de discricionariedade na avaliação da questão da igualdade. O desafio é estabelecer os limites que não podem ser ultrapassados pelo legislador ou pelo administrador, sujeitando-os ao controle judicial. 
De outro lado, importa refletir, também, sobre os limites do próprio Judiciário no exercício desse controle, haja vista o fenômeno hodierno denominado "ativismo judiciário", que tem produzido insegurança jurídica e, portanto, instabilidade nas relações sociais ante a imprevisibilidade das decisões, o que implica a não pacificação social, ou seja, o Judiciário, nessa prática ativista, sem a legitimidade democrática do voto (já que magistrados não são eleitos pelo Povo, de quem todo Poder emana) acaba por ensejar o oposto do mister que lhe justifica a existência. 
Sob o aspeto formal da igualdade, é preciso distinguir quais as discriminações que são permitidas (lícitas) e quais afrontam os valores tutelados pelo ordenamento jurídico, aqui se entendendo discriminação como diferença de tratamento em função de características pessoais.
Várias são as discriminações conceitualmente possíveis entre as pessoas, em função de diversas características, sejam elas físicas, econômicas ou sociais, tais como sexo, cor, idade, renda, grau de instrução, local de residência. Quando se discriminam pessoas por uma certa característica ou, exprimindo de outro modo, quando se discriminam certos grupos, a discriminação pode ser positiva, negativa ou neutra, classificação que se dá em função da existência de benefício ou prejuízo para o respetivo grupo. 
Além desta classificação, a discriminação pode ser vista como razoável ou arbitrária, o que é definido, necessariamente, por meio de um juízo de valor, o que implica a variação numa imbricação entre tempo, espaço e de pessoa para pessoa.